# Tubiporidae
Tubiporidae is een familie van zachte koralen uit de klasse Anthozoa (Bloemdieren).

## Geslacht
- Tubipora Linnaeus, 1758